# 資生堂・サンデーヒットパレード
『資生堂・サンデーヒットパレード』（しせいどう・サンデーヒットパレード）は、1971年10月24日から1973年3月25日まで日本テレビ系列局で放送されていた日本テレビ製作の音楽番組である。資生堂の一社提供。放送時間は毎週日曜 19:00 - 19:30 （日本標準時）。

## 概要
日本テレビでは日曜に移動してから初の資生堂一社提供番組となる。なお、当番組の日曜の夜に放送されるおしゃれシリーズ（『オシャレ30・30』→『おしゃれカンケイ』→『おしゃれイズム』→『おしゃれクリップ』）を一貫して放送されている。
海外のロックや日本の歌謡曲まで幅広い音楽をベストテン形式で紹介。当番組では日本でなじみの薄い洋楽が必ず取り上げられ、洋楽の海外版映像や話題曲も紹介されていた。
また、番組内では司会者の一人である草刈正雄のワンポイントコーナーとして、草刈のプロモーション映像が毎回流され、番組のマスコットであるハムスターが毎週一名にプレゼントされた。
この番組でヒロインを演じる3人（花園京子役：関根恵子、谷岡小百合役：辺見マリ、玉野千代美役：児島みゆき）という「花の木トリオ」といったユニットが誕生する。

## 司会者
- 和田アキ子
- 大石吾朗
- 草刈正雄

## 出演者
- 石田ゆり
- 堺正章
- 范文雀
- 関根恵子（「花の木トリオ」の花園京子役）
- 辺見マリ（「花の木トリオ」の谷岡小百合役）
- 児島みゆき（「花の木トリオ」の玉野千代美役）

いずれも、3人は「花の木トリオ」として『愛天使伝説ウェディングピーチ』の登場人物の名前がモデルとなっている。

## 放送局
日曜 19：00 - 19：30
- 日本テレビ
- 札幌テレビ[4]
- 青森放送[3]
- テレビ岩手[3]
- 秋田放送[3]
- 山形放送[3]
- 宮城テレビ[3]
- 福島中央テレビ[5]
- 山梨放送[6]
- 北日本放送[7]
- 福井放送[7]
- 中京テレビ[6]
- よみうりテレビ[8]

- 日本海テレビ[9]
- 西日本放送[10]
- 広島テレビ[10]
- 山口放送[11]
- 四国放送[12]
- 南海放送[11]
- 高知放送[11]
- 福岡放送[13]
- テレビ長崎[13]
- テレビ熊本[13]
- テレビ大分[14]
- テレビ宮崎[15]
- 鹿児島テレビ[15]